# Estadístiques de la Copa del Món de Futbol de 2014
Aquest article conté informació estadística de la Copa del Món de Futbol de 2014.
Totes les estadístiques es corregeixen el 25 juny 2014 21:00 (UTC-3).

## Premis

### Jugador del Partit
| Posició | Jugador         | Selecció      | Adversari            | Fase |
| ------- | --------------- | ------------- | -------------------- | ---- |
| 1       | Lionel Messi    | Argentina     | Bòsnia i Hercegovina | F1   |
| 1       | Lionel Messi    | Argentina     | Iran                 | F3   |
| 1       | Lionel Messi    | Argentina     | Nigèria              | F5   |
| 2       | Karim Benzema   | França        | Hondures             | E2   |
| 2       | Karim Benzema   | França        | Suïssa               | E3   |
| 2       | Thomas Müller   | Alemanya      | Portugal             | G1   |
| 2       | Thomas Müller   | Alemanya      | Estats Units         | G5   |
| 2       | Neymar          | Brasil        | Croàcia              | A1   |
| 2       | Neymar          | Brasil        | Camerun              | A5   |
| 2       | Arjen Robben    | Països Baixos | Austràlia            | B3   |
| 2       | Arjen Robben    | Països Baixos | Xile                 | B6   |
| 2       | James Rodríguez | Colòmbia      | Grècia               | C1   |
| 2       | James Rodríguez | Colòmbia      | Costa d'Ivori        | C3   |
| 2       | Xherdan Shaqiri | Suïssa        | Equador              | E1   |
| 2       | Xherdan Shaqiri | Suïssa        | Hondures             | E5   |
| 2       | Islam Slimani   | Algèria       | Corea del Sud        | H4   |
| 2       | Islam Slimani   | Algèria       | Rússia               | H6   |

Font: